# 85195 von Helfta
85195 von Helfta este un asteroid din centura principală de asteroizi.

## Descriere
85195 von Helfta este un asteroid din centura principală de asteroizi. A fost descoperit pe 7 octombrie 1991 la Tautenburg de Freimut Börngen și Lutz Dieter Schmadel. Asteroidul prezintă o orbită caracterizată de o semiaxă mare de 2,30 ua, o excentricitate de 0,27 și o înclinație de 2,4° în raport cu ecliptica.